# Xanthocnemis sobrina
Xanthocnemis sobrina är en trollsländeart som först beskrevs av Mclachlan 1873.  Xanthocnemis sobrina ingår i släktet Xanthocnemis och familjen dammflicksländor. IUCN kategoriserar arten globalt som otillräckligt studerad. Inga underarter finns listade i Catalogue of Life.